# Deux mélodies opus 50
Deux mélodies bestaat uit een tweetal liederen van Albert Roussel. Deze derde kleine verzameling mélodies betrof opnieuw toonzettingen van gedichten van René Chalupt (zie Deux mélodies opus 20). Dit keer waren de gedichten:
- L’heure de retour, opgedragen aan mademoiselle Marcelle Bunlet (zangeres)
- Cœur à péril, opgedragen aan mademoiselle Lucy Vauthrin (zangeres).

Opvallend is dat volgens de datering het tweede stukje eerder is geschreven dan het eerste. Het dateert van december 1933, terwijl het eerste uit januari 1934 stamt. Voor de eerste uitvoeringen geldt hetzelfde, de tweede was voor het eerst te horen op 11 december 1934, de eerste in januari 1935.
Er verschenen vier werken onder de titel Deux mélodies:
- Deux mélodies opus 19
- Deux mélodies opus 20
- Deux mélodies opus 50
- Deux mélodies opus 55